# Лос-Муэрмос
Лос-Муэрмос (исп. Los Muermos) — город в Чили. Административный центр одноимённой коммуны. Население — 5 707 человек (2002).   Город и коммуна входит в состав провинции Льянкиуэ и области Лос-Лагос.
Территория коммуны —  1245,8 км². Численность населения — 16 769 жителей (2007). Плотность населения — 13,46 чел/ км².

## Расположение
Город расположен в 45 км на запад от административного центра области города Пуэрто-Монт.
Коммуна граничит:
- на севере — c коммуной Фресия
- на северо-востоке — c коммуной Льянкиуэ
- на востоке — с коммуной Пуэрто-Варас
- на юго-востоке — c коммуной Пуэрто-Монт
- на юге — c коммуной Маульин

На западе коммуны расположен Тихий океан.

## Демография
Согласно сведениям, собранным в ходе переписи Национальным институтом статистики,  население коммуны составляет 16 769 человек, из которых 8 839 мужчин и 7 930 женщин.
Население коммуны составляет 2,11% от общей численности населения области Лос-Лагос. 61,24%  относится к сельскому населению и 38,76% — городское население.